# 阿什维尔 (加来海峡省)
阿什维尔（法語：Acheville，法語發音：[aʃvil]）是法国上法蘭西大區加来海峡省的一个市镇，属于阿拉斯区。

## 地理
阿什维尔（50°23'0"N, 2°52'59"E）面积3.04 平方千米，位于法国上法蘭西大區加来海峡省，该省份为法国北部沿海省份，西北濒北海，南至索姆省，东临北部省。
与阿什维尔接壤的市镇（或旧市镇、城区）包括：梅里库尔、鲁夫鲁瓦、阿尔勒昂戈埃勒、布瓦贝尔纳、弗雷努瓦昂戈埃勒。
阿什维尔的时区为UTC+01:00、UTC+02:00（夏令时）。

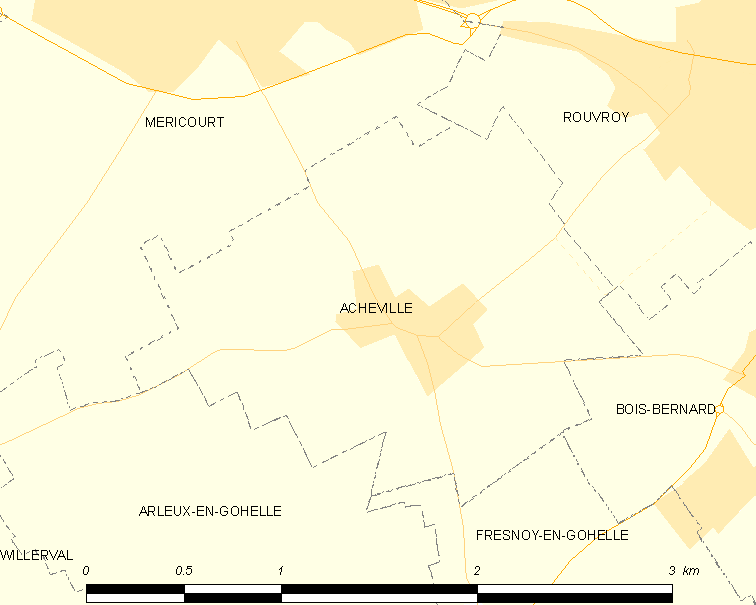
阿什维尔的OSM定位图

## 行政
阿什维尔的邮政编码为62320，INSEE市镇编码为62003。

## 政治
阿什维尔所属的省级选区为阿维翁县。

## 人口

1962-2008年间阿什维尔人口变化图示

阿什维尔于2022年1月1日时的人口数量为579人。